# Porphyrinia brunnescens
Porphyrinia brunnescens är en fjärilsart som beskrevs av Culot. Porphyrinia brunnescens ingår i släktet Porphyrinia och familjen nattflyn. Inga underarter finns listade i Catalogue of Life.